# Bladkaktus
 Der er for få eller ingen kildehenvisninger i denne artikel, hvilket er et problem. Du kan hjælpe ved at angive troværdige kilder til de påstande, som fremføres i artiklen.

Bladkaktus er kaktus med tykke bladformede blade. Bladkaktus er ikke en taksonomisk gruppe. 
Eksempler på bladkaktus:
- Novemberkaktus
- Julekaktus
- Påskekaktus
- Nopalxochia phyllanthoides
- Epiphyllum oxypetalum
- Nattens dronning (Selenicereus grandiflorus)

Bladkaktus blade kaldes på latin for hhv. ental og flertal: phyllocladium, phyllocladia.